# Szilágyi Gyula (vegyészmérnök)
Szilágyi Gyula, 1881-ig Strasser Gyula (Gyón, 1860. október 27. – Budapest, Terézváros, 1924. január 4.) bölcseleti doktor, kémikus, műegyetemi tanár.

## Élete
Szilágyi (Strasser) Ignác (1826–1895) kereskedő és Witz Terézia (1829–1895) fiaként született. Középiskolai tanulmányait a Kecskeméti Magyar Királyi Állami Főreáltanodában végezte, majd a Magyar Királyi József Műegyetem vegyészeti szakosztályára ment, ahol 1884-ben az újjászervezett szigorlati rendszer alapján az első magyar vegyészeti oklevelek egyikét nyerte. 1884–85-ben a Magyaróvári Gazdasági Akadémia vegykísérleti állomásán mint asszisztens működött; ezután a szesz- és vegyészeti iparban nyert alkalmazást. 1888-ban a Budapesti Tudományegyetemen bölcsészdoktorrá avatták és 1890-től a Műegyetemen a szesz-, sör- és ecetgyártás magántanára volt. 1892-től nyilvános vegykísérleti állomással rendelkezett Budapesten, törvényszéki hites szakértőként dolgozott. Halálát tüdőgyulladás okozta.
Cikkei a szaklapokban, így a Magyar Szesztermelők Lapjában, a Chemiker Zeitungban, a Köztelekben jelentek meg. Több előadást tartott az országos közegészségi egyesületben stb. A Pallas nagy lexikonába műszaki, kémiai cikkeket írt. Szerkesztette a Magyar Szesztermelőt 1905. március 5-től Budapesten.
1924. január 6-án helyezték végső nyugalomra a Kozma utcai izraelita temetőben.

## Magánélete
Házastársa Sterk Emma (1867–1947) volt, Sterk Lipót és Herzog Júlia lánya, akivel 1891. július 19-én Budapesten kötött házasságot.
Gyermekei:
- Szilágyi Ernő (1892–?) vegyészmérnök. Felesége Hódos Edit volt.[9]
- Szilágyi György Ignác (1895–?). Felesége György Margit volt.[10]
- Szilágyi Kálmán (1899–?).
- Szilágyi Endre Miklós (1908–?) magánhivatalnok. Felesége Holitscher Klára volt.[11]

## Munkái
- Győr város vizei és vízvezetéke. Budapest, 1887.
- Adatok a diasztáz chemiájához. Uo. 1888. (Doktori értekezés).
- Az erjedés chemiájának kézikönyve... ábrákkal. Uo. 1890.
- Untersuchung von ungarischen Maisgattungen. Uo. 1892.
- A magyarországi melászhamú összetételéről. Uo. 1893.
- A gazdasági szeszgyár üzemének ellenőrzése. Uo. 1895.
- Cognacvizsgálat és bírálat. Uo. 1896.
- A tiszta élesztő kultura alkalmazása az erjesztéssel termelő iparágakban. Uo. 1898. Ábrákkal. (Különnyomat a Magyar Chemiai Folyóiratból).
- Bortermelés és okszerű borkezelés, tekintettel a műbortörvény anomaliáira. Uo. 1902. (Különnyomat a Magyar Borkereskedelemből).
- Die Bedeutung der Weinanalyse. Uo. 1902. (Különnyomat a Magyar Borkereskedelemből).
- Rationelle Kelterung und Weinmanipulation. Uo. 1902. (Különnyomat a Magyar Borkereskedelemből).
- Über die Qualität der ungarischen Weine. Uo. 1904. (Különnyomat a Magyar Borkereskedelemből).
- Adalék a magyar borok és azok hamújának összetételéről. Uo. 1903. (Különnyomat a Természettudomány Közlönyből).
- Mezőgazdasági szesziparunk jelene és jövője. Uo. 1904.
- Az élelmiszerek hamisításának meggátlására vonatkozó törvénykezésről előadói vélemény. Uo. 1905.
- A szeszgyári költségvetések megbírálása. Uo. 1906. (Különnyomat a Magyar Szesztermelőből).
- A szeszgyártás üzemének ellenőrzése. 43 ábrával. Uo. 1906.
- Technikusaink feladatai a mezőgazdasági iparok fejlesztése körül. Uo. 1907.
- Jelentés... a szeszvezetői tanfolyamokról. Uo. 1907.